# Podorugla
Podorugla (szerbül: Подоругла) falu Bosznia-Hercegovinában, Bosanska krajina területén, a Szerb Köztársaságban, Mrkonjić Grad községben.

## Fekvése
Bosznia-Hercegovina közép-nyugati részén, Banja Lukától légvonalban 43, közúton 61 km-re délre, községközpontjától légvonalban 2 km-re, közúton 4 km-re délkeletre, a Dinári-hegységben, Mrkonjić Grad és Oćune között, az Oruglo nevű hegy alatt, 708 méteres tengerszint feletti magasságban található. Áthalad rajta a Jajcáról Bihácsra menő főút.

## Népessége
| Nemzetiségi csoport | Népesség 1991 | Népesség 2013 |
| ------------------- | ------------- | ------------- |
| Szerb               | 813           | 991           |
| Bosnyák             | 17            | 3             |
| Horvát              | 16            | 5             |
| Jugoszláv           | 3             | 1             |
| Egyéb               | 0             | 1             |
| Összesen            | 849           | 1001          |

## Története
Ez a terület egykor a középkori zemljaniki plébániához tartozott, amelyet II. Prijezda bosnyák bán 1287-ből származó oklevele említ. A térség a Jajcától északra fekvő Orbász völgye várainak elesésével 1527-1528-ban került oszmán uralom alá. Az oszmán uralom első éveiben a Zmijanje náhije magába foglalta a Vrbas és a Szana folyók közötti teljes területet, valamint délen a Mrkonjić Grad feletti Kozare, Dimitor és Lisina hegyeket. Kicsit később a Trijebovoi náhije, mely Mrkonjić Grad környékén feküdt, levált róla. Egyes adatok szerint a 16. század közepétől származó összeírásokban szereplő lakosok ortodoxok voltak.
A falu 1878-ig tartozott az Oszmán Birodalomhoz, majd az Osztrák-Magyar Monarchia része lett. A monarchia szétesésével 1918-ben előbb a Szerb-Horvát-Szlovén Királyság, majd 1929-től a Jugoszláv Királyság része. 1945-től a szocialista Jugoszlávia része volt. Jugoszlávia megszállása után a falu a Független Horvát Állam (NDH) része lett, majd nem sokkal ezután megkezdődött a szerb lakosság lázadása az új hatalommal szemben, melyet a szerbek elleni usztasa támadások követtek.
A településen az 1991-es népszámlálás adatai szerint 849-en éltek. A település 1995 szeptemberéig a boszniai szerb katonai egységek ellenőrzése alatt állt. Lakossága a horvát hadsereg közeledtére elmenekült. A boszniai háborút lezáró daytoni békeszerződés rendelkezése alapján az ország területét felosztották a Bosznia-hercegovinai Föderáció és a boszniai Szerb Köztársaság között, ennek során a település a Boszniai Szerb Köztársasághoz és Mrkonjić Grad községhez került. 

## Gazdaság
2008. március 19-én nyílt meg a faluban a „Kruna” ásványvízüzem. A víz az Orlov Kamen forrásból származik.